# Cartoon Network (Allemagne)
Pour les articles homonymes, voir Cartoon Network (homonymie).
Cartoon Network est une chaîne de télévision dirigée par la société américaine Warner Bros. Discovery spécialisée dans la diffusion de séries d'animation. La version allemande de la chaîne est lancée le 5 décembre 2006 et dessert l'Allemagne, l'Autriche et la Suisse.
Le 26 septembre 2024 à 11h45, le canal propre allemand fusionne avec les flux néerlandais, français, scandinave et portugais pour former Cartoon Network (Europe de l'Ouest).

## Histoire
Cartoon Network est lancé en Allemagne en tant que bloc de programmations le 3 septembre 2005 sur la chaîne télévisée kabel eins. En juin 2006, la chaîne allemande de Boomerang est lancée et suit le système de programmation 24h/24 de la chaîne allemande TCM le 5 décembre 2006. En 2008, la société de distribution internationale DHX Media signe un accord avec la chaîne allemande.
La société Turner Broadcasting System allemande annonce en septembre 2011 le lancement en haute définition de la chaîne pour le 15 octobre 2012. Au lancement, 70 % des programmes sont diffusés en HD dont les productions de la chaîne locale Cartoon Network Spurensuche - Schnitzeljagd war gestern!,.

## Programmation
Il s'agit d'une liste de programmes diffusés régulièrement.
- Adventure Time
- Ben 10 (série télévisée, 2016)
- Bugs et les Looney Tunes
- Craig de la crique
- DC Super Friends
- Défis extrêmes : Retour à la maternelle
- La Quête héroïque du valeureux Prince Ivandoe
- LEGO Monkie Kid
- Le Monde incroyable de Gumball
- Looney Tunes Cartoons
- Ours pour un et un pour t'ours
- Pomme & Oignon
- Scooby-Doo et Compagnie
- Teen Titans Go! (série télévisée d'animation)
- Trop cool, Scooby-Doo !
- We Baby Bears

### Ancienne programmation
- Bakugan
- Bakugan Battle Planet
- Ben 10 (série télévisée d'animation, 2005)
- Ben 10: Alien Force
- Ben 10: Omniverse
- Ben 10: Ultimate Alien
- Billy et Mandy, aventuriers de l'au-delà
- Camp Lazlo
- Clarence
- Dr. Pantastique
- Ed, Edd et Eddy
- Elliott le Terrien
- Foster, la maison des amis imaginaires
- George de la jungle
- Jimmy délire
- Johnny Bravo
- Juniper Lee
- Le laboratoire de Dexter
- Les Saturdays
- Les Supers Nanas
- Looney Tunes
- Ninjago
- Nom de code : Kids Next Door
- Quoi d'neuf Scooby-Doo ?
- Redakai: Les conquérants du Kairu
- Regular Show
- Sammy et Scooby en folie
- Scooby-Doo : Mystères associés
- Star Wars: The Clone Wars
- Steven Universe
- Tom et Jerry
- Unikitty!
- Victor et Valentino